# Cristóbal Hernández de Quintana
Cristóbal Hernández de Quintana (n. 1651, La Orotava⁠(d), Provincia Santa Cruz de Tenerife, Spania – d. 1725, San Cristóbal de La Laguna, Provincia Santa Cruz de Tenerife, Spania) a fost un pictor baroc spaniol, cel mai important reprezentant al picturii baroce din Insulele Canare.

## Biografie
Născut în La Orotava⁠(d) (Tenerife) ca fiu nelegitim al unei familii bogate din orașul vecin Los Realejos⁠(d) . Cristóbal Hernández a fost primit și crescut de o mulatră. La o dată necunoscută s-a mutat în Las Palmas de Gran Canaria, unde la 15 iunie 1671 s-a căsătorit cu María Pérez de Vera și doar un an mai târziu, având puțin peste douăzeci de ani, era deja ucenic în atelierul său.
La moartea mamei sale, în 1679, s-a întors în Tenerife, unde și-a stabilit reședința în orașul San Cristóbal de La Laguna, unde s-a recăsătorit cu María Perdomo de la Concepción în 1686. Din această căsătorie s-au născut cel puțin șase copii.
Printre lucrările sale majore se numără cele cu subiect religios, cum ar fi altare și picturi. Printre cele mai importante lucrări se numără relicvarul vechii Bazilici a Candelaria sau picturile reprezentând Fecioara din Candelaria și, în 1724, restaurarea unei picturi a lui Juan de Roelas⁠(d) deținută de Catedrala Santa Ana din Las Palmas de Gran Canaria.
A murit în 1725 la San Cristóbal de La Laguna.